# Kalaâ Seghira
Kalaâ Seghira este un oraș în Guvernoratul Sousse, Tunisia.